# Charabali

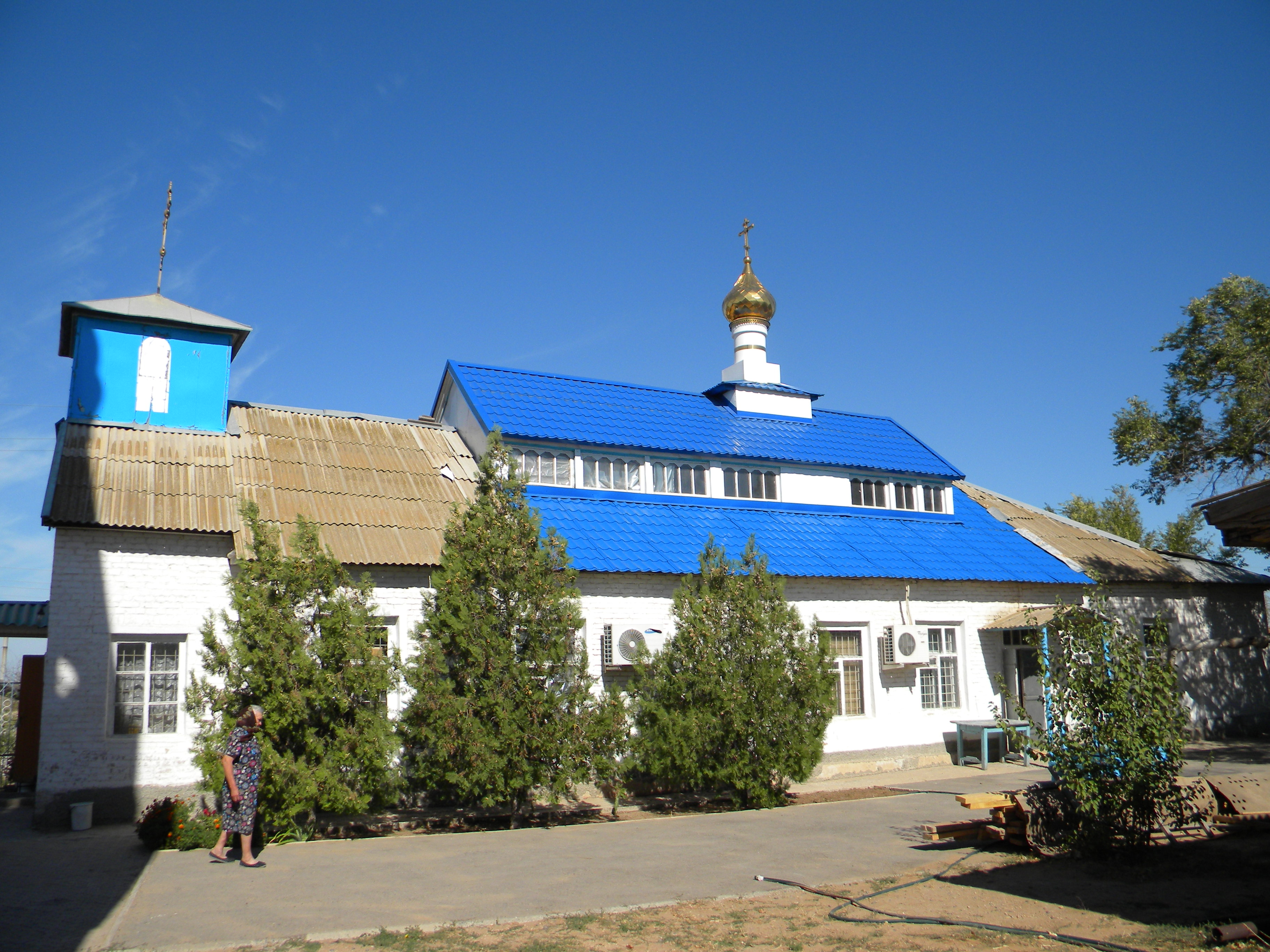
Kirche der Himmelfahrt des Herrn in Charabali

Charabali (russisch Харабали) ist eine Stadt im Zentrum der russischen Oblast Astrachan. Sie hat 18.117 Einwohner (Stand 14. Oktober 2010) und liegt etwa 140 km nordwestlich von der Gebietshauptstadt Astrachan am Übergang der fruchtbaren Wolga- bzw. Achtubawiesen in die Wüste der Kaspischen Senke. Die Stadt ist 40 km von der kasachischen Grenze und 10 km vom Lauf der Achtuba entfernt.

## Geschichte
Der Ort wurde 1770 als Charabalinskoje (Харабалинское) gegründet und erhielt später seinen heutigen Namen. Seit 1974 hat Charabali die Stadtrechte.

### Bevölkerungsentwicklung
Die folgende Übersicht zeigt die Entwicklung der Einwohnerzahlen von Charabali.
| Jahr | Einwohner |
| ---- | --------- |
| 1939 | 8.282     |
| 1959 | 9.664     |
| 1970 | 14.261    |
| 1979 | 17.043    |
| 1989 | 18.566    |
| 2002 | 18.296    |
| 2010 | 18.117    |

Anmerkung: Volkszählungsdaten

## Verkehr
Charabali befindet sich an der Nebenstraße von Wolschski über Achtubinsk nach Astrachan sowie an der Bahnstrecke Wolgograd/Saratow – Astrachan.

## Söhne und Töchter der Stadt
- Alexander Koschurnikow (1905–1942), russischer Bauingenieur und Eisenbahnstrecken-Erkunder